# JP Explorer
JP Explorer er et koncept udviklet af Jyllands-Posten (JP), hvormed der laves oplevelsesreportager inden for et givent koncept, hvor skiftende journalister og fotografer (tilsammen kaldet exploratører) rejser rundt i et lille hold. Den første ekspedition var 19. august 1998 – 31. december 1999 og hed 500 dage verden rundt, hvor skiftende journalister rejste jorden rundt i en Toyota LandCruiser.
Siden er det blevet til næsten 30 ekspeditioner, hvor den seneste er Galathea 3. Gennem alle ekspeditionerne har exploratørerne dagligt skrevet på Jyllands-Postens bagside.